# Magdalena Majewska
Magdalena Majewska (ur. 27 czerwca 1963 w Pabianicach) – dziennikarka, publicystka, prezenterka telewizyjna.

## Wykształcenie
Absolwentka Uniwersytetu Łódzkiego na wydziale filologii polskiej, oraz Państwowej Wyższej Szkoły Filmowej, Telewizyjnej i Teatralnej im. Leona Schillera w Łodzi.

## Praca zawodowa
W 1987 roku związała się z TVP Łódź. Autorka Prowokacji, Nie pozwól na to oraz No life – masz wybór. Zrealizowała cykle programowe: Bardzo mała encyklopedia stroju, Zanim powiesz rozwód, Mały duży człowiek i Poradnik bałaganiarza. Stworzyła wiele reportaży do Magazynu Ekspresu Reporterów, Telekuriera, a także Telewizji nocą. Najważniejsze z nich to: Bank nadziei, Panna złota, Więcej nie wrócili.
Prowadząca Rozmowy Dnia i wydawca programu Twoje popołudnie z Telewizją Łódź.
W 1989 roku zrealizowała dla anteny ogólnopolskiej reportaż Cichy, spokojny o Mariuszu Trynkiewiczu, seryjnym mordercy i pedofilu. Podczas kręcenia materiału dziennikarka spotkała się ze zbrodniarzem osobiście.
W latach 2006–2010 była kierownikiem Redakcji Programów Informacyjnych.
W 2008 roku została uhonorowana prestiżowym Mieczem Kotana. Nagrodę przyznano za wyjątkowe zasługi na rzecz przeciwdziałania zagrożeniom społecznym, twórczy i kreatywny wkład w kształtowanie opinii społecznej na temat osób zagrożonych wykluczeniem, oraz za wyjątkową wrażliwość na ludzkie problemy. Otrzymało ją wyłącznie dziesięć osób, Magdalena Majewska była jedyną wytypowaną dziennikarką.

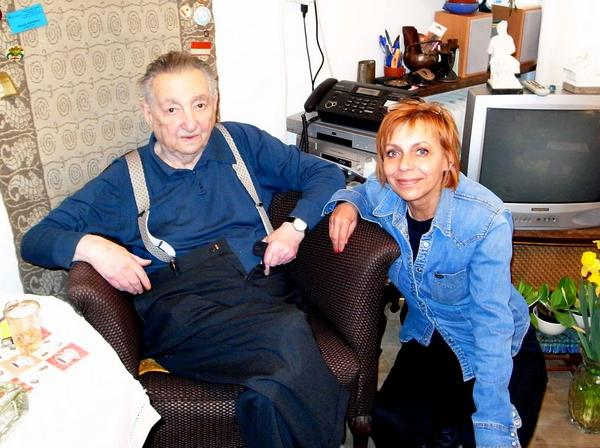
Magdalena Majewska z Markiem Edelmanem

W maju 2011 roku podczas 17. Przeglądu i Konkursu Dziennikarskiego Oddziałów Terenowych TVP S.A. w Gdańsku jej reportaż Tajemnica kamienicy, został uhonorowany trzecią nagrodą.
W 2019 roku jej reportaż Doktorat z bezdomności został nagrodzony na 29. Festiwalu Mediów Człowiek w Zagrożeniu.